# Charles Rouxel
Charles Rouxel (Bricquebec, 6 aprile 1948) è un ex ciclista su strada francese, professionista dal 1970 al 1978, vincitore delle prima edizione de La Méditerranéenne, nel 1974.

## Carriera
In molte occasioni gregario di Bernard Thévenet, ottenne comunque diversi successi, tra cui La Méditerranéenne, battendo il favorito Cyrille Guimard, e il Gran Premio di Antibes.

## Palmares
- 1974

La Méditerranéenne
Circuito dell'Indre
- 1975

Gran Premio di Antibes

## Piazzamenti

### Grandi Giri
- Tour de France

1973: 36°
1974: 74°
1975: 52°
1976: 58°
1978: 33º